# Куяново (Калтасинский район)
Куяново (баш. Ҡуян) — деревня в Калтасинском районе Башкортостана, входит в состав Новокильбахтинского сельсовета. 

## Население
| 2002 | 2009 | 2010 |
| ---- | ---- | ---- |
| 90   | ↘69  | ↘57  |

Национальный состав
Согласно переписи 2002 года, преобладающая национальность — башкиры (67 %).

## Географическое положение
Расстояние до:
- районного центра (Калтасы): 23 км,
- центра сельсовета (Новокильбахтино): 6 км,
- ближайшей ж/д станции (Янаул): 49 км.

## Известные уроженцы
- Раимов, Риф Мухсинович (30 декабря 1904 — 15 февраля 1953) — советский башкирский историк, доктор исторических наук (1950).